# Donje Soli
Donje Soli. Od turskih vremena nosi naziv Donja Tuzla.
Nastalo je tijekom srednjeg vijeka. Na širem tuzlanskom području nastalo je raspršeno naselje Soli (Donje i Gornje Soli). Nalazilo se u sastavu oblasti i županije Soli. Donje Soli fortificirane su najkasnije tijekom prve polovice 15. stoljeća.
Sela "Gornje Soli" i "Donje Soli" preimenovali su Osmanlije u "Memlehai-bala" i "Memlehai-zir", u prijevodu Gornja i Donja Solana. U svakom od tih naselja djelovao je po jedan samostan, što upućuje da su ovdje živjeli Hrvati katolici.
Zbog slabijeg otpora turskim osvajanjima crkva svetog Petra preživjela je turska razaranja. Mnogi su katolici prebjegli preko Save u Slavoniju i Bačku, ali neki su ostali. Vlašću sultana Selima I. Surovog (1512. – 1520.) i Sulejmana Veličanstvenog (1520. – 1566.) dolaze užasna vremena katolicima. Bosanski namjesnik Gazi Husrev-beg, podrijetlom Bosanac, želi potpuno islamizirati BiH. Bijes zbog neuspjeha u ratovima Osmanlije su iskalile na katolicima. Katolički vjerski objekti su srušeni, opljačkani, katolici izbjegli ili prešli na islam. Naselje "Memlehai-zir" sjedište nahije Donje Tuzle. Donja Tuzla u defteru Zvorničkog sandžakata nema ni jedno naselje. Zbog toga bi se, čitajući druge izvore, izvukao zaključak da crkva sv. Petra podignuta 1516. godine. Podizanje crkve svjedoči o Hrvatima katolicima koji tu žive. Varoš Donja Tuzla od 56 kuća imala je 43 kršćanske. Od drugih katoličkih naselja tu su Tušani i Izvorište. Popis 1548. u Donjoj Tuzli kazuje da su od kršćanskih mahala bile dvije mahale, očigledno koncentrirane oko crkve sv. Petra. Vizitatori koji su pohodili Soli u 17. stoljeću spominju crkvu u Donjoj Tuzli.
Donja Tuzla već je imala samostan. Franjevački povjesničar L. Waddinga za godinu 1506. navodi samostan u Gornjoj i Donjoj Tuzli.
I u drugoj polovini 16. stoljeća. franjevci samostana Donja Tuzla bili su izloženi progonima Godine 1570. morali su pobjeći u samostan sv. Ilije u Modriči, ali su se ubrzo vratili.
 Godine 1580. turska su djeca zapalila samostan u Donjoj Tuzli. Turske vlasti dale su dopuštenje obnove izgorjele kuće i crkve na starom mjestu. 1623. samostan sv. Petra u Donjoj Tuzli imao je tri župe: grad Soli (Tuzlu), Pojale i Gračanicu. Samostan je postojao do kraja 16. stoljeća.
Donje Soli dale su kršćanskog mučenika. To je tuzlanski mučenik gvardijan Donjih Soli nepoznata imena kojeg su Turci mučili i koji je umro od posljedica mučenja 2. lipnja 1630. godine.
Zajedno s fratrima iz Donje Tuzle, ovdašnje stanovništvo povukli su se pred Turcima i zadržali u Usori u Modriči, Blaževcu, Skakavi, Brki, Tramošnici, Crkvištu (Crkvini kod Šamca), Kornici, Ledenicama i drugim mjestima u Usori, a zbog nesigurnog života, nisu se dugo zadržali nego su krenuli dalje ka sjeveru.
U Donjoj Tuzli osnovana je podružnica Hrvatskog kulturnog društva Napredak 1906. godine. Djelovala je do komunističke zabrane rada 1949. godine u Tuzli, a rad je obnovljen 1991. godine.